# Спрінг-Лейк (Нью-Джерсі)
Спрінг-Лейк (англ. Spring Lake) — місто (англ. borough) в США, в окрузі Монмаут штату Нью-Джерсі. Населення — 2789 осіб (2020).

## Географія
Спрінг-Лейк розташований за координатами 40°9′10″ пн. ш. 74°1′38″ зх. д. / 40.15278° пн. ш. 74.02722° зх. д. (40.152750, -74.027171).  За даними Бюро перепису населення США в 2010 році місто мало площу 4,48 км², з яких 3,44 км² — суходіл та 1,03 км² — водойми.

### Клімат
| Клімат : Спрінг-Лейк    | Клімат : Спрінг-Лейк | Клімат : Спрінг-Лейк | Клімат : Спрінг-Лейк | Клімат : Спрінг-Лейк | Клімат : Спрінг-Лейк | Клімат : Спрінг-Лейк | Клімат : Спрінг-Лейк | Клімат : Спрінг-Лейк | Клімат : Спрінг-Лейк | Клімат : Спрінг-Лейк | Клімат : Спрінг-Лейк | Клімат : Спрінг-Лейк | Клімат : Спрінг-Лейк |
| Показник                | Січ.                 | Лют.                 | Бер.                 | Квіт.                | Трав.                | Черв.                | Лип.                 | Серп.                | Вер.                 | Жовт.                | Лист.                | Груд.                | Рік                  |
| Середній максимум, °C   | 4,4                  | 5,8                  | 9,5                  | 14,9                 | 20,2                 | 25,3                 | 28,4                 | 27,7                 | 24,2                 | 18,4                 | 12,9                 | 7,3                  | 16,6                 |
| Середня температура, °C | 0,2                  | 1,5                  | 4,9                  | 10,2                 | 15,6                 | 20,8                 | 23,9                 | 23,3                 | 19,6                 | 13,5                 | 8,4                  | 3,1                  | 12,1                 |
| Середній мінімум, °C    | −3,9                 | −2,9                 | 0,4                  | 5,6                  | 10,9                 | 16,3                 | 19,4                 | 18,9                 | 14,9                 | 8,6                  | 3,9                  | −1,1                 | 7,6                  |
| Норма опадів, мм        | 93                   | 80                   | 106                  | 102                  | 88                   | 92                   | 120                  | 113                  | 87                   | 95                   | 103                  | 102                  | 1181                 |
| Вологість повітря, %    | 64.6                 | 61.7                 | 60.3                 | 61.6                 | 65.5                 | 69.8                 | 68.9                 | 71.2                 | 71.1                 | 69.4                 | 67.5                 | 65.5                 | 66.4                 |
| ----------------------- | -------------------- | -------------------- | -------------------- | -------------------- | -------------------- | -------------------- | -------------------- | -------------------- | -------------------- | -------------------- | -------------------- | -------------------- | -------------------- |
| Джерело: PRISM          |                      |                      |                      |                      |                      |                      |                      |                      |                      |                      |                      |                      |                      |

## Демографія
Згідно з переписом 2010 року, у селищі мешкали 2993 особи в 1253 домогосподарствах у складі 829 родин. Було 2048 помешкань
Расовий склад населення:
| - 97,6 % — білих - 1,0 % — азіатів - 0,3 % — чорних або афроамериканців |

До двох чи більше рас належало 0,5 %. Частка іспаномовних становила 1,9 % від усіх жителів.
За віковим діапазоном населення розподілялося таким чином: 21,6 % — особи молодші 18 років, 51,0 % — особи у віці 18—64 років, 27,4 % — особи у віці 65 років та старші. Медіана віку мешканця становила 51,9 року. На 100 осіб жіночої статі у селищі припадало 89,3 чоловіків;  на 100 жінок у віці від 18 років та старших — 83,9 чоловіків також старших 18 років.
Середній дохід на одне домашнє господарство  становив 154 518 доларів США (медіана — 101 500), а середній дохід на одну сім'ю — 177 905 доларів (медіана — 137 625). За межею бідності перебувало 4,2 % осіб, у тому числі 5,3 % дітей у віці до 18 років та 5,9 % осіб у віці 65 років та старших.
Цивільне працевлаштоване населення становило 1218 осіб. Основні галузі зайнятості: освіта, охорона здоров'я та соціальна допомога — 20,0 %, науковці, спеціалісти, менеджери — 15,2 %, фінанси, страхування та нерухомість — 14,0 %.